# С/1992 J1 (Spacewatch)
С/1992 J1 (Spacewatch) — комета, которая была открыта 1 мая 1992 года Дэвидом Рабиновицем из проекта Spacewatch. Это была первая комета, открытая с помощью автоматизированной системы.
При вычислении орбиты C/1992 J1 по элементам её околосолнечного участка с учётом только тяготения Солнца (см. задача двух тел), её  афелий определяется в 154 202 а.е. (более 2 световых лет). Однако более точные расчёты орбиты относительно центра масс Солнечной системы дают дистанцию афелия около 3650 а. е. и орбитальный период около 78 000 лет.